# Metapolybia azteca
Metapolybia azteca är en getingart som beskrevs av Paulo Agostinho de Matos Araujo 1945. Metapolybia azteca ingår i släktet Metapolybia och familjen getingar. Inga underarter finns listade i Catalogue of Life.